# Union nationale des élèves et étudiants de Côte d'Ivoire
L'Union nationale des élèves et étudiants de Côte-d'Ivoire est la première organisation  syndicale des élèves et étudiants, légalement constituée dans la Côte d'Ivoire post-indépendance.

## Création
Créée en juillet 1964, l'UNEECI aura pour premier Président Koffi Konan Antoine et  sera pour l'essentiel dépendante du parti-Etat PDCI.
Première structure estudiantine de  la Côte d'Ivoire, l'UNEECI recevra une allocation annuelle de 15 millions de Francs CFA, sur le budget du Ministère de l'Education Nationale.

## Virage
Le second congrès de l'UNEECI qui a lieu en 1967 voit l'élection de Koné Tiémoko qui serait apparu comme le candidat du consensus.
Un troisième congrès de l'UNEECI a lieu en Juillet 1969. Trois candidats sont en lice : le président sortant Koné Tiémoko, Amara Karamoko et un certain Laurent Gbagbo.

## Clash et dissolution
Durant ce troisième congrès, le décompte des voix est brusquement interrompu par l'armée.
Le président de la République Houphouët-Boigny annonce la dissolution de l'UNEECI une dizaine de jours après l'événement.
La section française de l'UNEECI  qui refuse d'admettre la mesure de dissolution  prononcée à l'encontre de l'organisation poursuivra, ses activités, en entorse aux dispositions du pouvoir ivoirien.